# Костел Діви Марії з келіями
Костел Діви Марії з келіями (Костел Непорочного Зачаття Пресвятої Діви Марії) - частина архітектурного комплексу Монастиря босих кармелітів у Бердичеві. Пам'ятка архітектури національного значення, створювався 1634-1642 рр., 1739-1754 рр. Складається з нижнього та вехнього храмів. В нижньому храмі є коронована Папою Римським ікона Пр.Богородиці, але це копія 1990-х рр., оригінал зник у 1941 р.

## Історія
Нижній костел Монастиря босих кармелітів побудований (1634–1642 рр.) за сприяння воєводи і генерального старости київського краю Я. Тишкевича
на березі річки Гнилоп’ять та освячений під титулом Непорочного Зачаття Пресвятої Діви Марії, святого Михаїла Архангела, святого Йоана Хрестителя та святого Йоана Євангеліста.

На підвалинах нижнього храму споруджено (1739–1754 рр., архітектор Я. де Вітте) новий бароковий костел, коронований 1756 року подарованими Папою Бенедиктом XIV коронами чудотворний образ Матері Божої, переданий 1642 року кармелітам для верхнього храму засновником монастиря Я. Тишкевичем. 

Після закриття монастиря у 1864 році російською царською владою святиня стала парафіяльною, потім знову нею опікувалися у 1918–1926 роках босі кармеліти, після чого костел було закрито (1926–1991 рр.). У верхньому храмі був музей, у нижньому – атеїстичний кінотеатр та спортзал, відбулася часткова реставрація святині (1970–1980 рр.). 

Повернені верхній і нижній костели з 1991 року знову обслуговуються кармелітами. Папа римський Іоанн Павло II освятив у Кракові 9 червня 1997 року копію втраченої чудотворної ікони Матері Божої (створену краківською художницею Боженою Мусі-Совінською), короновану 1998 року папськими коронами, а храм став дієцезійним санктуарієм Матері Божої Бердичівської, який на XXXVIII конференції Римо-католицьких єпископів України був оголошений 27 жовтня 2011 року Всеукраїнським санктуарієм Матері Божої Святого Скапулярію.

Останню реконструкцію було проведено у 1997 році католицькою громадою.

Громада монастиря має власний сайт.

## Галерея

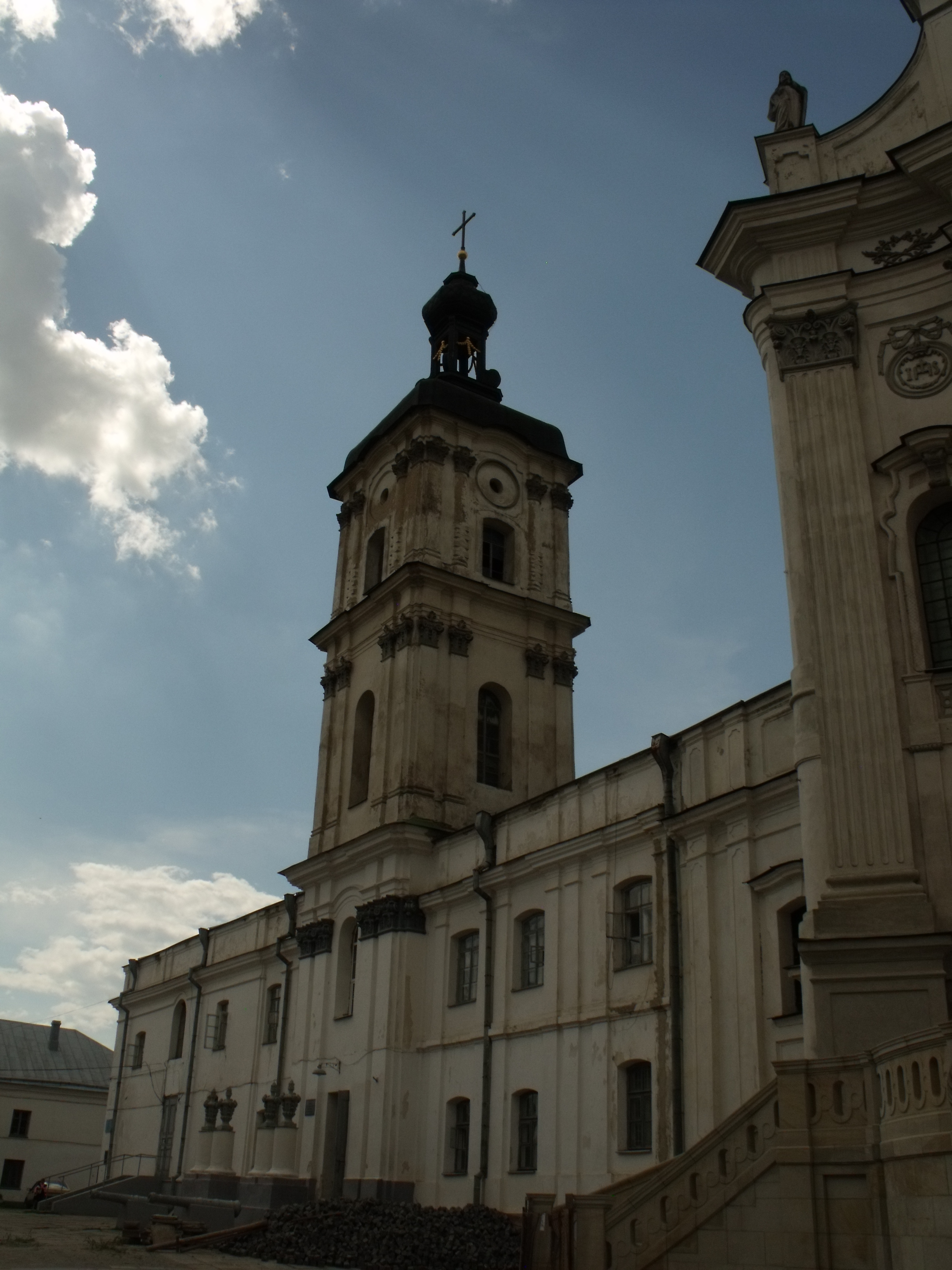
Монастир Босих Кармелітів у Бердичеві.
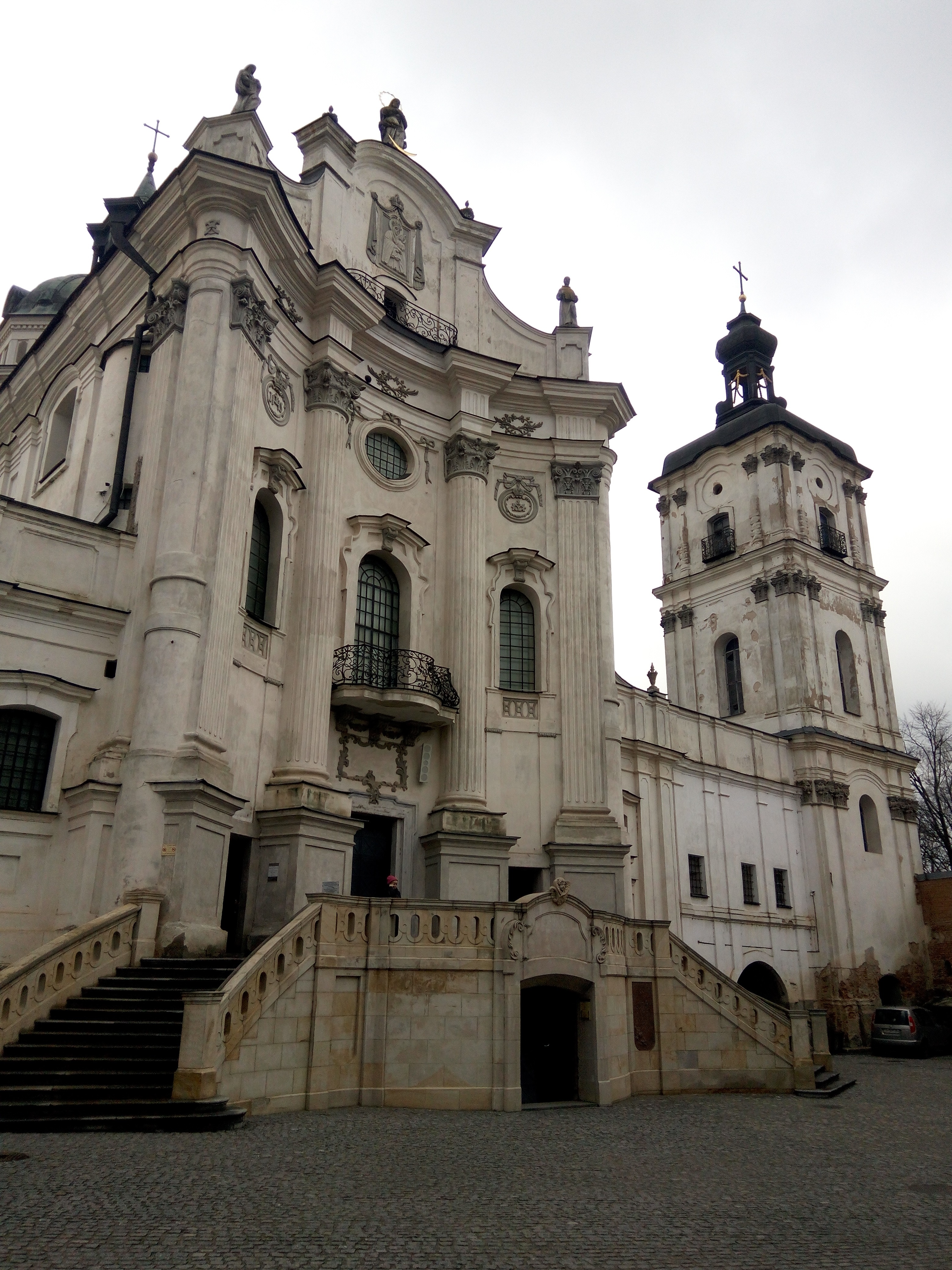
Монастир Босих Кармелітів у Бердичеві. Храм
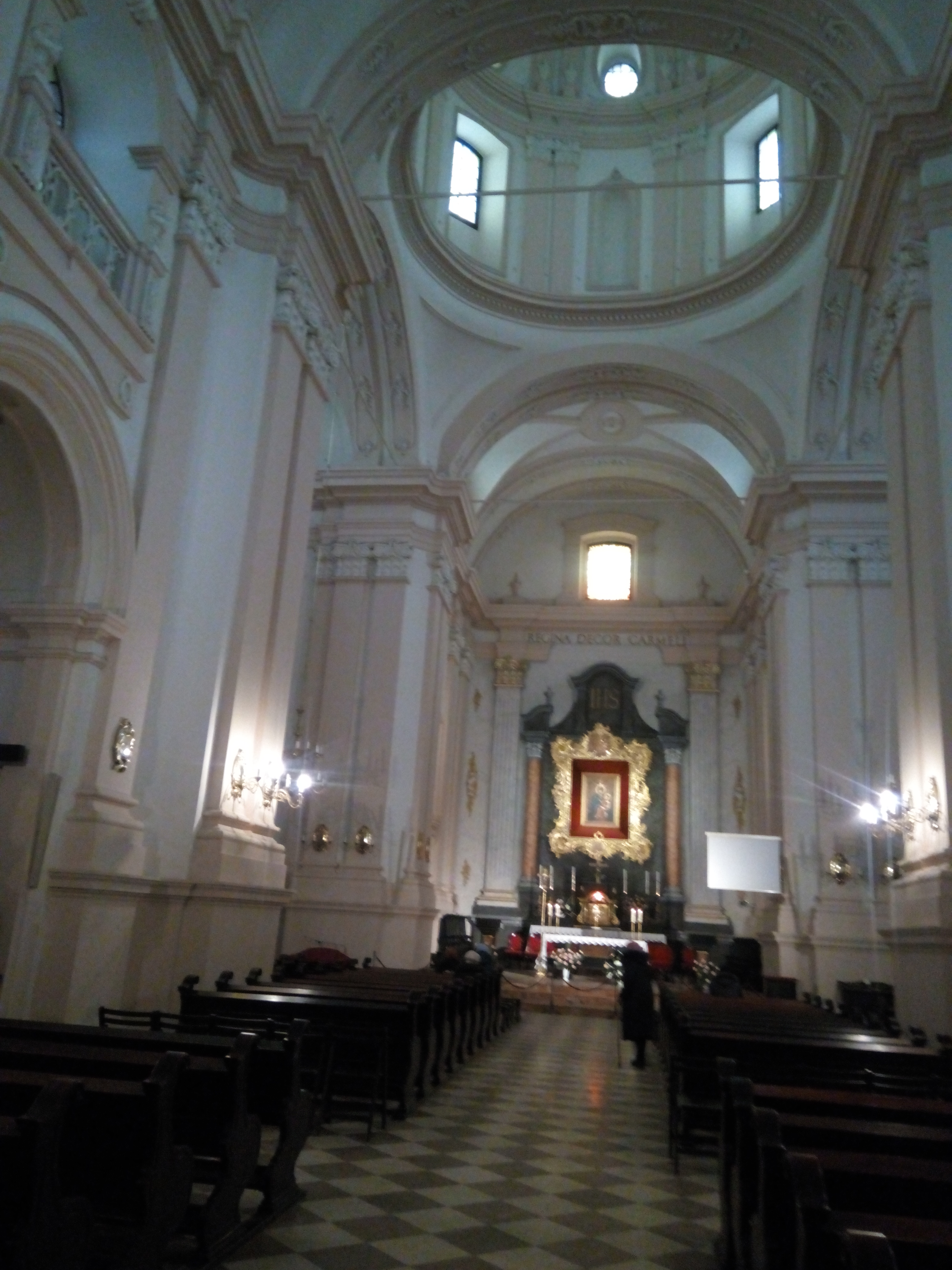
Монастир Босих Кармелітів у Бердичеві. Храм
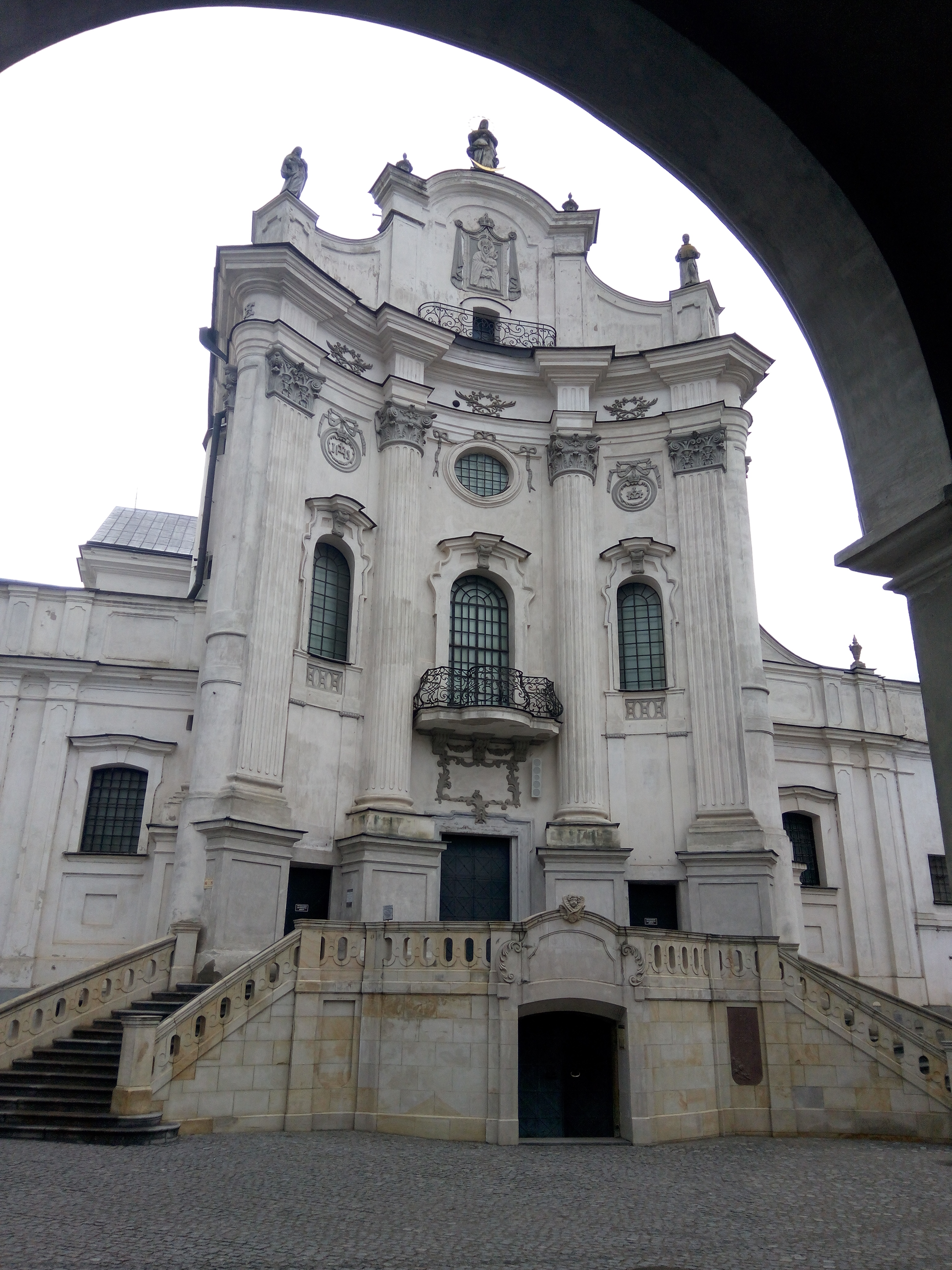
Монастир Босих Кармелітів у Бердичеві. Храм